# Avorio (sommergibile)
L’Avorio è stato un sommergibile della Regia Marina.

## Storia
Una volta in servizio svolse un periodo di addestramento intensivo per divenire presto operativo.
L'11 agosto 1942 uscì in mare per la sua prima missione (lo comandava il tenente di vascello Mario Priggione): fu tra gli undici sommergibili disposti in agguato a settentrione della Tunisia, tra Scoglio Fratelli e Banco Skerki, per attaccare un convoglio britannico per Malta (si trattava dell'operazione britannica «Pedestal», poi sfociata nella Battaglia di mezzo agosto). Il 12 agosto, individuato il convoglio, si portò all'attacco ma, prima di poter procedere al lancio dei siluri, fu rilevato dalla scorta e pesantemente bombardato con cariche di profondità; riuscì tuttavia ad eludere la caccia uscendone quasi indenne.
Il 24 novembre, di mattino, diretto a Bougie (nella cui rada sarebbe dovuto penetrare), individuò – con condizioni di visibilità disturbate dalla pioggia – una nave scorta avversaria in navigazione a bassa velocità nei pressi di Capo Carbon; dopo aver lanciato tre siluri da meno di 800 metri ed essersi quindi immerso in profondità per evitare l'eventuale caccia nemica, avvertì alcuni scoppi (non risultano però danneggiamenti). Il sommergibile entrò poi nella rada di Bougie, senza però avvistare unità avversarie.
Il 9 gennaio 1943, nottetempo, mentre era in rotta per le acque prospicienti la Tunisia (ov'era il suo settore d'operazioni) fu assalito da un velivolo ed iniziò la manovra d'immersione rapida, ma tale operazione, male eseguita, fece riversare parecchia acqua all'interno del sommergibile; obbligato quindi a tornare in superficie, l’Avorio aprì il fuoco con le mitragliere, danneggiando l'aereo, che si ritirò lasciando dietro di sé una scia di fumo. Anche il sommergibile, tuttavia, dovette rientrare alla base perché l'acqua imbarcata aveva provocato alcune avarie.
Alcune fonti attribuiscono all’Avorio l'affondamento, mediante siluri, del peschereccio armato britannico HMS Stronsay (545 t). In realtà lo Stronsay andò perduto con ogni probabilità per urto contro mine il 5 febbraio 1943, al largo di Philippeville, un giorno prima che il sommergibile italiano lasciasse il porto.
L’Avorio lasciò infatti il porto di Cagliari (comandante del sommergibile era il tenente di vascello Leone Fiorentini) solo il 6 febbraio 1943, diretto a nord della costa algerina. La sera dell'8 febbraio, in missione al largo di Capo Bougaroni, individuò la corvetta canadese HMCS Regina, in ricerca antisommergibile (la nave stava scortando il mercantile Brinkburn, con a bordo 1500 tonnellate di benzina, da Algeri a Bona; quest'ultima nave non fu però avvistata dall’Avorio). Il comandante Fiorentini, valutata la posizione del sommergibile inadatta ad un attacco, ordinò di immergersi in profondità per evitare l'eventuale caccia della corvetta. La nave canadese aveva però già rilevato con il radar il sommergibile (mentre si trovava emerso) dalle ore 23.10; la prima scarica di dieci bombe di profondità investì l’Avorio mentre questi si trovava a circa 60 metri, arrecandogli gravi danni, quali la messa fuori uso del timone, la deformazione dei tubi lanciasiluri e l'incrinazione dello scafo.
Venuto forzatamente a galla, il sommergibile diede inizio ad un combattimento in superficie, riuscendo però a far fuoco solo con una delle mitragliere. La Regina centrò invece l’Avorio con vari colpi di cannone e raffiche di mitragliatrice, provocando pesanti danni e gravi perdite fra l'equipaggio; uno dei proiettili, che centrò la torretta, uccise il comandante Fiorentini, il comandante in seconda e l'ufficiale di rotta. I superstiti avviarono quindi le manovre di autoaffondamento ed abbandonarono l'unità.
Una lancia della Regina abbordò il sommergibile per catturarlo e lo agganciò ad un cavo da traino, ma dovette subito dopo abbandonarlo perché era ormai irrimediabilmente in affondamento. Alle 5.15 del 9 febbraio l’Avorio s'inabissò al largo di Philippeville.
Fra l'equipaggio del sommergibile si ebbero 20 vittime (il comandante Fiorentini, altri due ufficiali, tre sottufficiali, 5 sottocapi e 9 marinai), mentre altri 26 uomini, fra cui 7 feriti – dei quali due in modo grave – furono recuperati (e fatti prigionieri) dalla Regina.
In tutto l’Avorio aveva svolto 7 missioni offensivo-esplorative e 8 di trasferimento per complessive 5676 miglia di navigazione in superficie e 685 in immersione.